# 德瓦诺斯
德瓦诺斯，是西班牙卡斯蒂利亚-莱昂索里亚省的一个市镇。总面积16平方公里，总人口77人（2023年），人口密度5人/平方公里。